# Atjinsk
Atjinsk (ryska: А́чинск) är en stad i Krasnojarsk kraj i Ryssland, belägen längs Tjulymfloden och Transsibiriska järnvägen. Folkmängden uppgår till lite mer än 100 000 invånare.
Staden grundades officiellt 1683 och fick stadsrättigheter 1782. Staden anlades egentligen redan 1641 på en annan plats, men flyttades till nuvarande plats 1683 efter en brand. Atjinsk flygplats ligger 4 kilometer öster om staden.

## Administrativt område
Staden administrerar även orten Mazulskij utanför själva centralorten. 
| Stad/Ort  | Invånarantal 9 oktober 2002 | Invånarantal 14 oktober 2010 | Invånarantal 1 januari 2015 |
| --------- | --------------------------- | ---------------------------- | --------------------------- |
| Atjinsk   | 118 744                     | 109 155                      | 106 029                     |
| Mazulskij | 1 326                       | 1 293                        | 1 273                       |
| TOTALT    | 120 070                     | 110 448                      | 107 302                     |

Atjinsk hade 32 000 invånare 1939 och 85 000 invånare 1969.